# پل شیخ
پل شیخ یا پل قلیچیان مربوط به دوره قاجار است و در شهرستان سنندج، روستای باباریز، بر روی رودخانۀ قشلاق واقع شده و این اثر در تاریخ ۲۵ اسفند ۱۳۷۸ با شمارهٔ ثبت ۲۶۱۴ به‌عنوان یکی از آثار ملی ایران به ثبت رسیده است.

## نامگذاری
پل شیخ با نام پل قلیچیان نیز شناخته می‌شود. از آنجا که این پل به وسیلۀ فردی به نام حاج شیخ شکرالله شهبازی مرمت شد، به نام پل شیخ شهرت یافته‌است.

## موقعیت
پل شیخ در فاصلۀ ۲ کیلومتری از شمال شهر سنندج، و در مسیر جادۀ آسفالتۀ روستاهای باباریز و روستای قلیچیان، بر روی رودخانۀ قشلاق احداث شده‌است. این پل در مسیر ارتباطی سنندج به سمت بیجار و زنجان قرار دارد.

## قدمت
تاریخ دقیق ساخت پل و نام بانی آن مشخص نیست، اما با توجه به فرم ساخت و شیوۀ اجرای معماری طاق‌ها و پایه‌ها گمان می‌رود که پل شیخ در دوران قاجار ساخته و در دوره‌های بعد مرمت شده‌باشد.

## ویژگی‌های معماری
پهنای پل شیخ ۵/۳ و ارتفاع آن از کف رودخانه ۶/۷ متر است. پل شیخ دارای ۶ دهانه است که از این میان ۴ دهانۀ میانی بزرگ‌تر از دو دهانۀ کناری است. دهانه‌های پل دارای قوس‌هایی از نوع رومی و جناغی (پنج و هفت) است.

## مرمت
در دوران پهلوی اول سه دهانه از شش دهانۀ پل بازسازی شد.